# John Biscoe
John Biscoe, född 28 juni 1794, död 1843, var en brittisk sjöman och upptäcktsresande.  

## Inledande karriär
Biscoe tog som 17-åring värvning i den brittiska flottan 1812, och deltog i kriget mot USA 1812–1815. Sedan han lämnat flottan 1815 arbetade han inom handelsflottan. 

## Tula-expeditionen 1830–1833
Valfångstfirman Samuel Enderby & Sons utsåg honom till ledare för Tula-expeditionen 1830–1833. Den bestod av briggen Tula, där han själv var kapten, och kuttern Lively, anförd av George Avery. Expeditionen nådde Sydshetlandsöarna i december 1830, korsade den södra polcirkeln i januari 1831, och fortsatte sedan österut. I februari siktade man isfria bergstoppar, och Biscoe gav landet namnet Enderby Land. Han namngav även udden Cape Ann. Besättningarna på de både skeppen drabbades av skörbjugg och andra sjukdomar, och några dog. Efter övervintring i Hobart på Tasmanien, seglade man ut i oktober 1831, och sökte under tre månader val och säl utanför Nya Zeeland. Man fann inga, och gav sig åter söderut. I februari 1832 upptäckte man Adelaide Island och Biscoeöarna. Biscoe namngav även Graham Land (efter James Graham), och landsteg på Anversön. Expeditionen fortsatte österut, och blev den tredje som rundade Antarktis (De första var James Cook 1772–1775 och Fabian von Bellingshausen 1819-1821).  Sedan Tulas roder blivit skadat tvingades expeditionen styra mot England, men vid Falklandsöarna förliste Lively.